# Баф

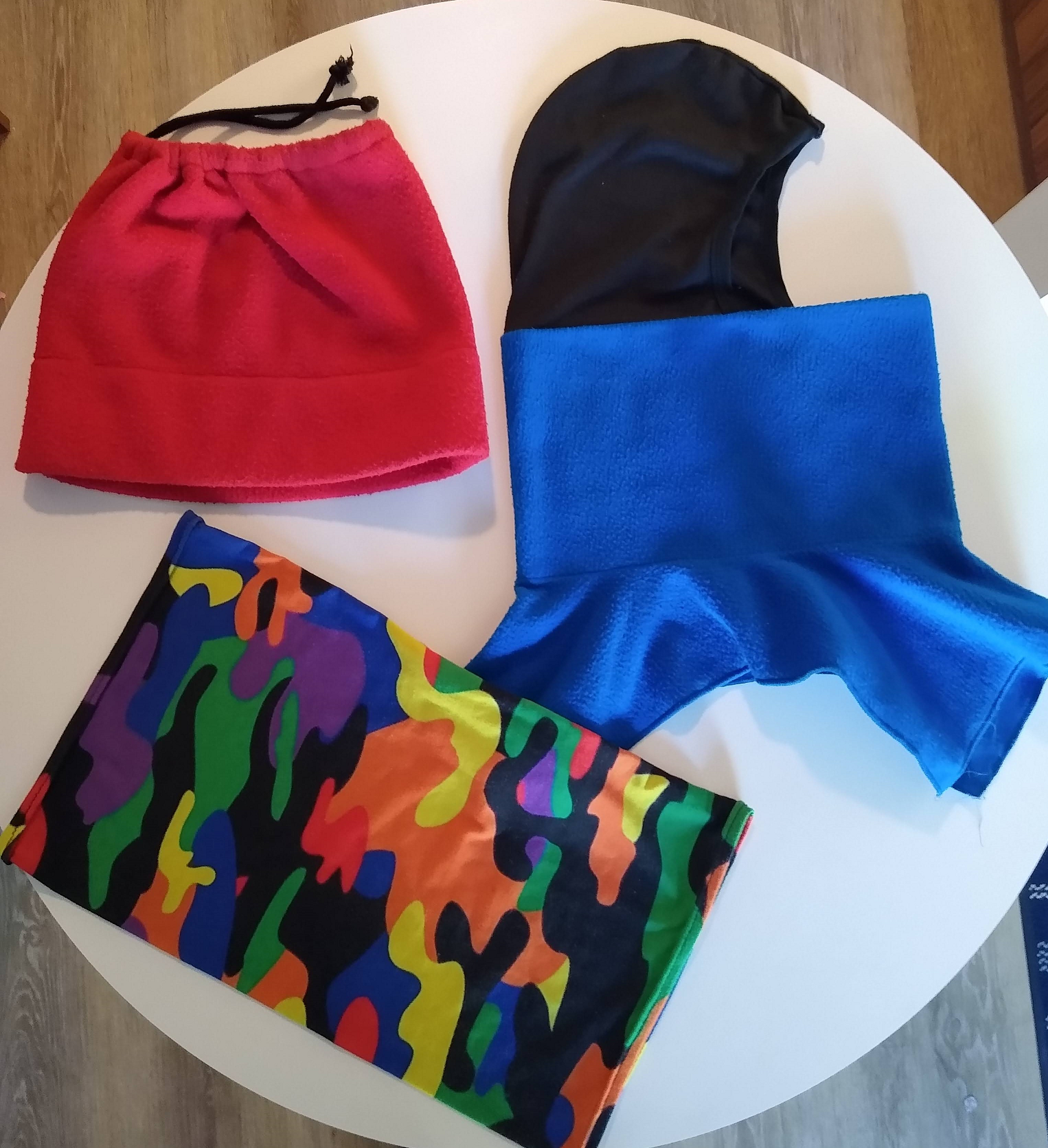
Звичайний баф (червоний), балаклава (синій/чорний) і багатофункціональний баф (різнокольоровий).

Баф (англ. neck warmer дослівно «шиєгрійка» та neck gaiter «шийна гетра») — це предмет одягу призначений для шиї, її захисту та збереження тепла. Зазвичай має вигляд труби з тканини, як правило з товстого флісу, мериносової вовни, синтетичного або трикотажного матеріалу, який надягають та знімають через голову (на відміну від шарфа, який є тканиною з відкритими кінцями, яким обмотують шию навколо), щоб покрити всю шию і зберігати тепло тіла. Деякі балаклави, по суті, являють собою невеликий капюшон, що прикріплений до бафа.
Існують подовжені моделі бафів якими можна закрити нижню частину обличчя як імпровізовану маску, щоб уникнути потрапляння піску / пилу, диму та інших повітряних подразників у рот і ніс, щоб запобігти кропив'янці та/або обмороженням від вітру. (особливо вразливим є відкритий кінчику носа), або для захисту шкіри обличчя від шкідливого сонячного світла під час тривалого перебування на свіжому повітрі (наприклад, рекреаційна риболовля).

## Неофіційне медичне використання

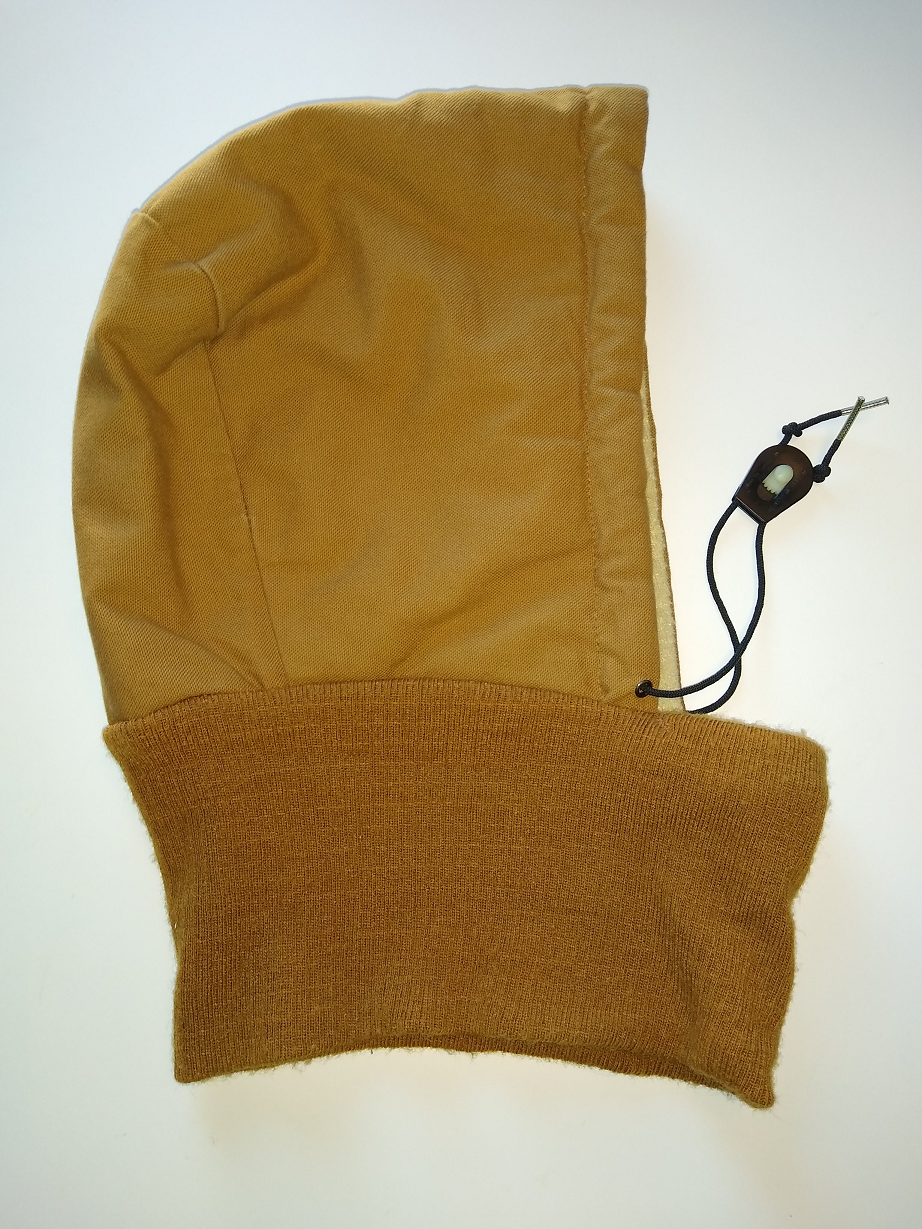
Капюшон комбінований з бафом

Після початку Світової пандемії коронавірусу деякі засоби масової інформації та урядові установи вирішили включити бафи до предметів одягу для немедичного персоналу для їх захисту від вірусів, коли звичайні штатні засоби індивідуального захисту були для них недоступні. Приклади включали WebMD і представників охорони здоров'я округу Ріверсайд, Каліфорнія.

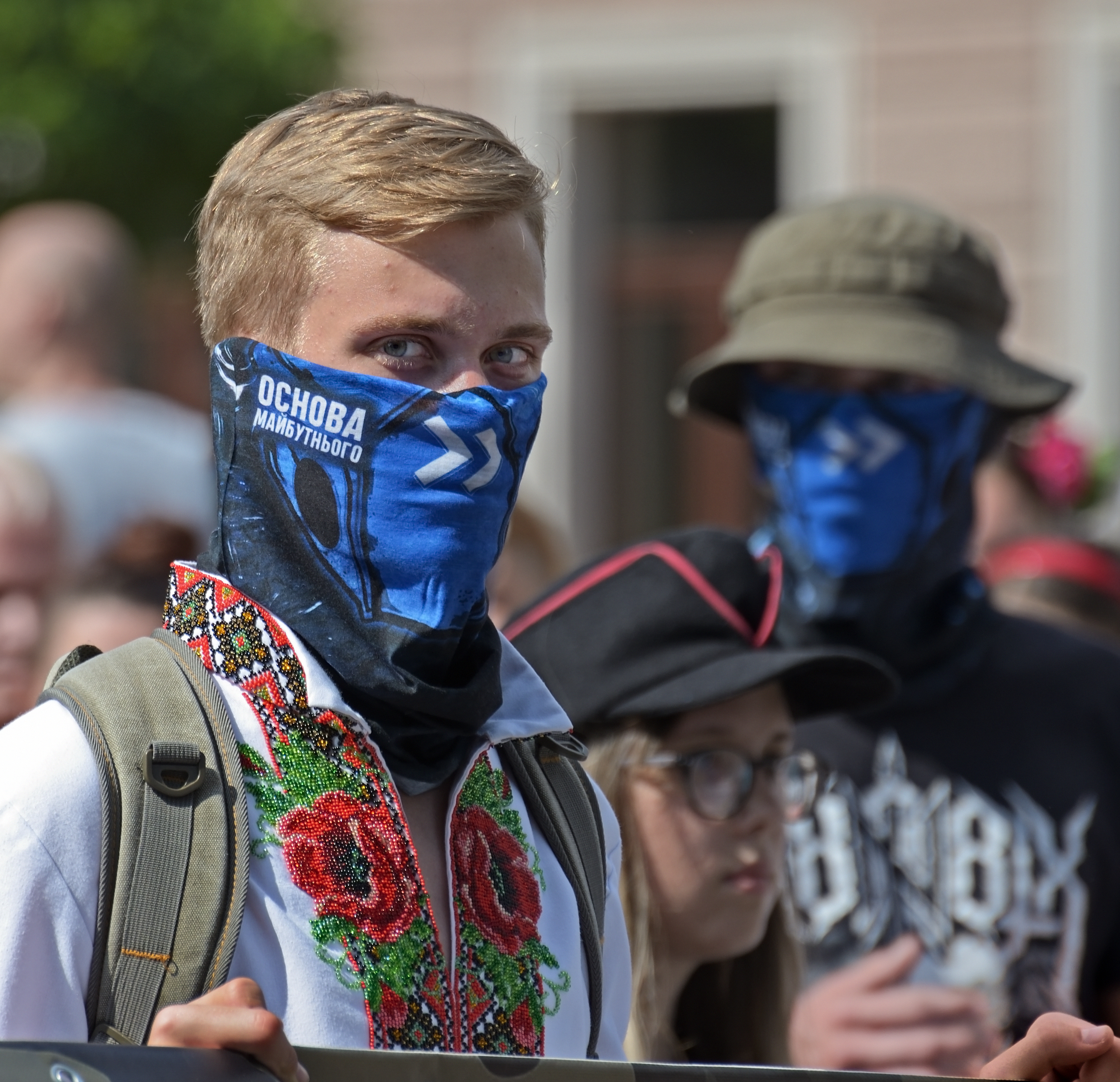
Учасники ходи у бафах на Марші Захисників України на День Незалежності України у Києві 2021

У 2020 році був винайдений метод, що дозволив дослідникам та науковцям візуалізувати захисний ефект від масок, які зупиняють викиди крапель під час розмови. Однак деякі ЗМІ стверджували, що під час пандемії COVID-19 бафи були гіршими, ніж відсутність масок взагалі, неправильно тлумачивши дослідження, яке мало на меті продемонструвати метод оцінки масок (а не фактично визначити ефективність різних типів масок).). У дослідженні також розглядався лише один користувач, який носив баф на шиї, виготовленого із суміші поліестеру та спандексу, що не є достатнім доказом на підтримку заяви про бафи, зробленої в ЗМІ. Дослідження виявило, що бафи, які були виготовлені з тонкого та еластичного матеріалу, показали свою неефективність для блокування аерозольних крапель, що викидаються з боку користувача; Ісаак Генріон, один зі співавторів, припускає, що результат, ймовірно, був пов'язаний із матеріалом з якого були виготовлені бафи, заявивши, що «будь-яка маска, зроблена з цієї тканини, ймовірно, матиме той самий результат, незалежно від дизайну». Уоррен С. Уоррен, співавтор, сказав, що вони намагалися бути обережними зі своїми висловлюваннями в інтерв'ю, але додав, що висвітлення в пресі «вийшло з-під контролю» дослідження, яке перевіряє методику вимірювання.

У пізнішому дослідженні (2021), що було профінансоване Національним інститутом безпеки та гігієни праці та частково Центром контролю та профілактики захворювань США, дослідники виявили, що бафи та інші маски для обличчя можуть значно зменшити викид дрібних аерозольних частинок під час кашлю, припускаючи, що різні типи масок для обличчя можуть зробити важливий внесок у зменшення кількості аерозольних часток, що містять віруси (наприклад, SARS-CoV-2 під час пандемії COVID-19), які виділяються в навколишнє середовище інфікованими людьми. Результати показали, що одношаровий баф блокував 47 %, а двошаровий — 60 % тестових аерозолів від викиду в навколишнє середовище, з підвищенням ефективності при більших розмірах аерозолів і навпаки. Однак на той момент велика частина шкоди була завдана, оскільки багато компаній і корпорацій, таких як Disney, Spirit Airlines і Carnival Cruise Lines, ввели політику, яка забороняє використання бафів як прийнятного способу захисту обличчя.